# Пузгавац
Пузгавац (лат. Tichodroma muraria) је мала птица певачица која се налази широм високих планина Палеарктика од јужне Европе до централне Кине. То је једини постојећи члан рода Tichodroma и породице Tichodromidae.

## Таксономија
У прошлости је постојало неслагање међу орнитолозима око тога где пузгавац припада у таксономском реду. У почетку га је Карл фон Лине уврстио у пузиће као Certhia muraria, и чак када му је Јохан Карл Вилхелм Илигер 1811. године доделио посебан род, Tichodroma, дуго је био укључен у породицу пузића Certhiidae . Недавно га је Карел Вус сврстао у сопствену монотипску породицу, Tichodromadidae, у утицајној "List of Recent Holarctic Bird Species", док су га други ауторитети, попут Чарлса Ворија, сврстали у монотипску породицу под називом Tichodromadinae, као потпородицу породице бргљеза Sittidae. У оба случаја, уско је повезан са бргљезима; филогенетска студија чланова натпородице Certhioidea из 2016. године сугерише да је сестринска врста Sittidae. Најмање једна друга врста пузгавца је позната из фосилних остатака, Tichodroma capeki (касни миоцен Полгардија, Мађарска).
|  | Salpornithidae: spotted creepers – 2 species |
|  |                                              |
|  | Certhiidae: treecreepers – 9 species         |
|  |                                              |

|  | Polioptilidae: gnatcatchers – 22 species |
|  |                                          |
|  | Troglodytidae: wrens – 96 species        |
|  |                                          |

|  | Salpornithidae: spotted creepers – 2 species |
|  |                                              |
|  | Certhiidae: treecreepers – 9 species         |
|  |                                              |

|  | Polioptilidae: gnatcatchers – 22 species |
|  |                                          |
|  | Troglodytidae: wrens – 96 species        |
|  |                                          |

|  | Salpornithidae: spotted creepers – 2 species |
|  |                                              |
|  | Certhiidae: treecreepers – 9 species         |
|  |                                              |

|  | Polioptilidae: gnatcatchers – 22 species |
|  |                                          |
|  | Troglodytidae: wrens – 96 species        |
|  |                                          |

|  | Salpornithidae: spotted creepers – 2 species |
|  |                                              |
|  | Certhiidae: treecreepers – 9 species         |
|  |                                              |

|  | Polioptilidae: gnatcatchers – 22 species |
|  |                                          |
|  | Troglodytidae: wrens – 96 species        |
|  |                                          |

|  | Salpornithidae: spotted creepers – 2 species |
|  |                                              |
|  | Certhiidae: treecreepers – 9 species         |
|  |                                              |

|  | Polioptilidae: gnatcatchers – 22 species |
|  |                                          |
|  | Troglodytidae: wrens – 96 species        |
|  |                                          |

|  | Salpornithidae: spotted creepers – 2 species |
|  |                                              |
|  | Certhiidae: treecreepers – 9 species         |
|  |                                              |

|  | Polioptilidae: gnatcatchers – 22 species |
|  |                                          |
|  | Troglodytidae: wrens – 96 species        |
|  |                                          |

|  | Salpornithidae: spotted creepers – 2 species |
|  |                                              |
|  | Certhiidae: treecreepers – 9 species         |
|  |                                              |

|  | Polioptilidae: gnatcatchers – 22 species |
|  |                                          |
|  | Troglodytidae: wrens – 96 species        |
|  |                                          |

|  | Salpornithidae: spotted creepers – 2 species |
|  |                                              |
|  | Certhiidae: treecreepers – 9 species         |
|  |                                              |

|  | Polioptilidae: gnatcatchers – 22 species |
|  |                                          |
|  | Troglodytidae: wrens – 96 species        |
|  |                                          |

|  | Salpornithidae: spotted creepers – 2 species |
|  |                                              |
|  | Certhiidae: treecreepers – 9 species         |
|  |                                              |

|  | Polioptilidae: gnatcatchers – 22 species |
|  |                                          |
|  | Troglodytidae: wrens – 96 species        |
|  |                                          |

|  | Salpornithidae: spotted creepers – 2 species |
|  |                                              |
|  | Certhiidae: treecreepers – 9 species         |
|  |                                              |

|  | Polioptilidae: gnatcatchers – 22 species |
|  |                                          |
|  | Troglodytidae: wrens – 96 species        |
|  |                                          |

|  | Salpornithidae: spotted creepers – 2 species |
|  |                                              |
|  | Certhiidae: treecreepers – 9 species         |
|  |                                              |

|  | Polioptilidae: gnatcatchers – 22 species |
|  |                                          |
|  | Troglodytidae: wrens – 96 species        |
|  |                                          |

|  | Salpornithidae: spotted creepers – 2 species |
|  |                                              |
|  | Certhiidae: treecreepers – 9 species         |
|  |                                              |

|  | Polioptilidae: gnatcatchers – 22 species |
|  |                                          |
|  | Troglodytidae: wrens – 96 species        |
|  |                                          |

|  | Salpornithidae: spotted creepers – 2 species |
|  |                                              |
|  | Certhiidae: treecreepers – 9 species         |
|  |                                              |

|  | Polioptilidae: gnatcatchers – 22 species |
|  |                                          |
|  | Troglodytidae: wrens – 96 species        |
|  |                                          |

|  | Salpornithidae: spotted creepers – 2 species |
|  |                                              |
|  | Certhiidae: treecreepers – 9 species         |
|  |                                              |

|  | Polioptilidae: gnatcatchers – 22 species |
|  |                                          |
|  | Troglodytidae: wrens – 96 species        |
|  |                                          |

|  | Salpornithidae: spotted creepers – 2 species |
|  |                                              |
|  | Certhiidae: treecreepers – 9 species         |
|  |                                              |

|  | Polioptilidae: gnatcatchers – 22 species |
|  |                                          |
|  | Troglodytidae: wrens – 96 species        |
|  |                                          |

|  | Salpornithidae: spotted creepers – 2 species |
|  |                                              |
|  | Certhiidae: treecreepers – 9 species         |
|  |                                              |

|  | Polioptilidae: gnatcatchers – 22 species |
|  |                                          |
|  | Troglodytidae: wrens – 96 species        |
|  |                                          |

Име рода Tichodroma потиче од старогрчке речи teikhos, што значи „зид“, и dromos, што значи „тркач“. Специфични епитет muraria је средњовековни латински израз за „од зидова“, од латинског murus, „зид“. Алтернативно, пузгавац се назива црвенокрили пузгавац.

### Подврсте
Прихваћене су две подврсте:
- Tichodroma muraria muraria Европски пузгавац (Linnaeus, 1766) - Јужна и источна Европе до Кавказа и западног Ирана.
- Tichodroma muraria nepalensis Азијски пузгавац (Bonaparte, 1850) Казахстан, Туркменистана и источног Ирана до источне Кине. Првобитно описан као засебна врста.

## Опис
Пузгавац је 15,5-17 цм дугачак, тежине 17-19 г. Његово перје је првенствено плаво-сиво, са тамнијим летним и репним перјем. Лети, мужјаци имају црно грло које прелази у сиву боју остатка тела, а женке могу имати или бело грло или малу тамну мрљу на грлу; у јесен и зиму, оба пола имају бело грло. Међутим, његова најупечатљивија карактеристика перја су његова изванредна гримизно црвена крила са белим мрљама. Углавном скривена када су крила склопљена, ова светла боја покрива већину покривног перја и базалну половину примарног и секундарног перја. Реп је кратак, црн са уским белим ресама. Младунци веома подсећају на зимско перје. Подврста Tichodroma muraria nepalensis је нешто тамнија од номининоване подврсте.
- Пузгавац Пиатра Цраиулуи, Трансилванија, Румунија
- Пузгавац Пиатра Цраиулуи, Трансилванија, Румунија
- Пузгавац у лету

### Оглашавање
Иако углавном тихи, и мужјаци и женке зидпузгаваца певају, женке углавном само док бране територије за исхрану зими. Песма је висок, продужени звиждук, са нотама које се наизменично подижу и спуштају. Током сезоне гнежђења, мужјак пева док седи или док се пење уз стену.

## Распрострањеност и станиште
Птица високих планина, пузгавац се гнезди на надморској висини између 1.000-3.000 м у Европи, између 2.800-4.000 м у Тјен Шану, и 3.600-5.100 м у Хималајима. Углавном је стална врста широм свог подручја, али се зими сели на ниже надморске висине, где се налази на зградама и у каменоломима. У Француској редовно и више пута зимује на катедралама и вијадуктима у Бретањи и Нормандији. Птице су зимовале чак у Енглеској и Холандији, где је једна провела две узастопне зиме између 1989. и 1991. године на Универзитету Врије у Амстердаму. Врста је стална широм већег дела Хималаја, широм Индије, Непала, Бутана и делова Тибета, а такође и као зимски посетилац у Бангладешу.

## Понашање и екологија
Ова врста може бити прилично питома, али је често изненађујуће тешко видети је на планинским падинама. Иако може бити поверљива током сезоне гнежђења и ван ње, а птице луталице су посебно изузетно питоме, оне ће се ипак сакрити када буду свесне да их посматрају и оклеваће пре него што уђу у гнездо, па чак ће и бирати заобилазне путеве до гнезда током дужих посматрања.
Пузгавци су територијални, а парови снажно бране своју територију за гнежђење током лета. Током зиме, пузгавци су усамљени, где мужјаци и женке бране појединачне територије за исхрану. Величину ових територија за исхрану је тешко проценити, али могу обухватати један велики каменолом или стеновити масив; или, алтернативно, низ мањих каменолома и стеновитих површина. Пузгавци могу прећи одређене удаљености од места за одмор до територија за исхрану. Такође је доказано да показују верност зимским територијама за исхрану у узастопним годинама.

### Гнежђење
Женка пузгавца гради гнездо у облику шоље од траве и маховине, заклоњено дубоко у пукотини стене, рупи или пећини. Гнездо је обложено мекшим материјалима, често укључујући перје или вуну, и обично има два улаза. Женка обично полаже 4–5 јаја, мада су пронађена мања легла и до три јаја. Бела јаја су величине 21 мм дугачка, и обележене су малим бројем црних или црвенкасто-смеђих мрља. Када положи цело легло, женка инкубира јаја 19–20 дана, док се не излегу. Током инкубације, женка је редовно храњена од стране свог мужјака. Младунци су поткрушци, што значи да су слепи, без перја и беспомоћни при рођењу. Оба родитеља хране младунце у периоду од 28-30 дана, док се млади не оперјају. Сваки пар одгаја једно легло годишње.

### Храњење
Пузгавац је инсектојед који се храни копненим бескичмењацима, првенствено инсектима и пауцима, које сакупља са стена. Понекад такође јури летеће инсекте кратким излетима са места на стени. Птице које се хране крећу се преко литице кратким летовима и брзим скоковима, често са делимично раширеним крилима.